# Aji Anarjiri
Aji Anarjiri (gr. Άγιοι Ανάργυροι) – miasto w Grecji, w administracji zdecentralizowanej Attyka, w regionie Attyka, w jednostce regionalnej Ateny-Sektor Zachodni. Siedziba gminy Aji Anarjiri-Kamatero. W 2011 roku liczyło 34 168 mieszkańców. Położone w granicach Wielkich Aten. Jest oddalone od centrum o ok. 6 km.
Miasto graniczy z jednostkami:
- Nea Liosia
- Peristeri
- Nea Chalkidona
- Nea Filadelfia
- Acharnes
- Kamatero
- Ateny

## Historia Aji Anarjiri
Miejsce, gdzie dziś znajduje się Aji Anarjiri było siedzibą ludzi od czasów starożytnych. Jednak sama nazwa Aji Anarjiri pojawiła się dopiero w roku 1927 i pochodzi od nazwy małego kościoła usytuowanego na jej terenie.

## Współczesność
Dziś Aji Anarjiri liczy ok. 40 tys. mieszkańców i zajmuje obszar 300 ha. Miasto znaczący rozwój odnotowało pod koniec XX wieku. Niegdyś tak jak i pozostałe gminy stolicy Grecji również ta była rozbudowywana bez jakichkolwiek planów zagospodarowania przestrzennego. Występującą tam zabudowę szeregową władze miasta od kilku lat sukcesywnie likwidują i zastępują ją parkami i boiskami. 
Dzielnica ta jest również centrum handlowym o dużym znaczeniu dla Aten, ale jest także siedzibą mniejszych zakładów przemysłowych.

## Miasta partnerskie
- Opole